# St. Johann Baptist und Heilig Kreuz

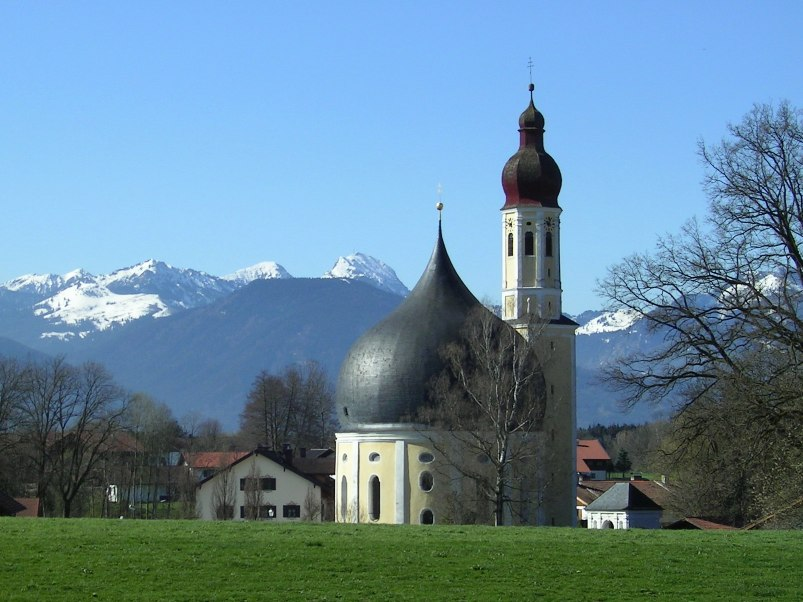
St. Johann Baptist und Heilig Kreuz

Die barocke Wallfahrtskirche St. Johann Baptist und Heilig Kreuz in Westerndorf am Wasen bei Rosenheim ist eine Filialkirche der Pfarrei Pang des Dekanates Rosenheim. Der auf kreisrundem Grundriss erbaute Hauptraum wird von einer gewaltigen Zwiebelkuppel gekrönt. Das Dach gilt als „Deutschland größtes Zwiebeldach“ und zählt zu den „größten freitragenden Holzkuppelkonstruktionen Europas“.

## Geschichte

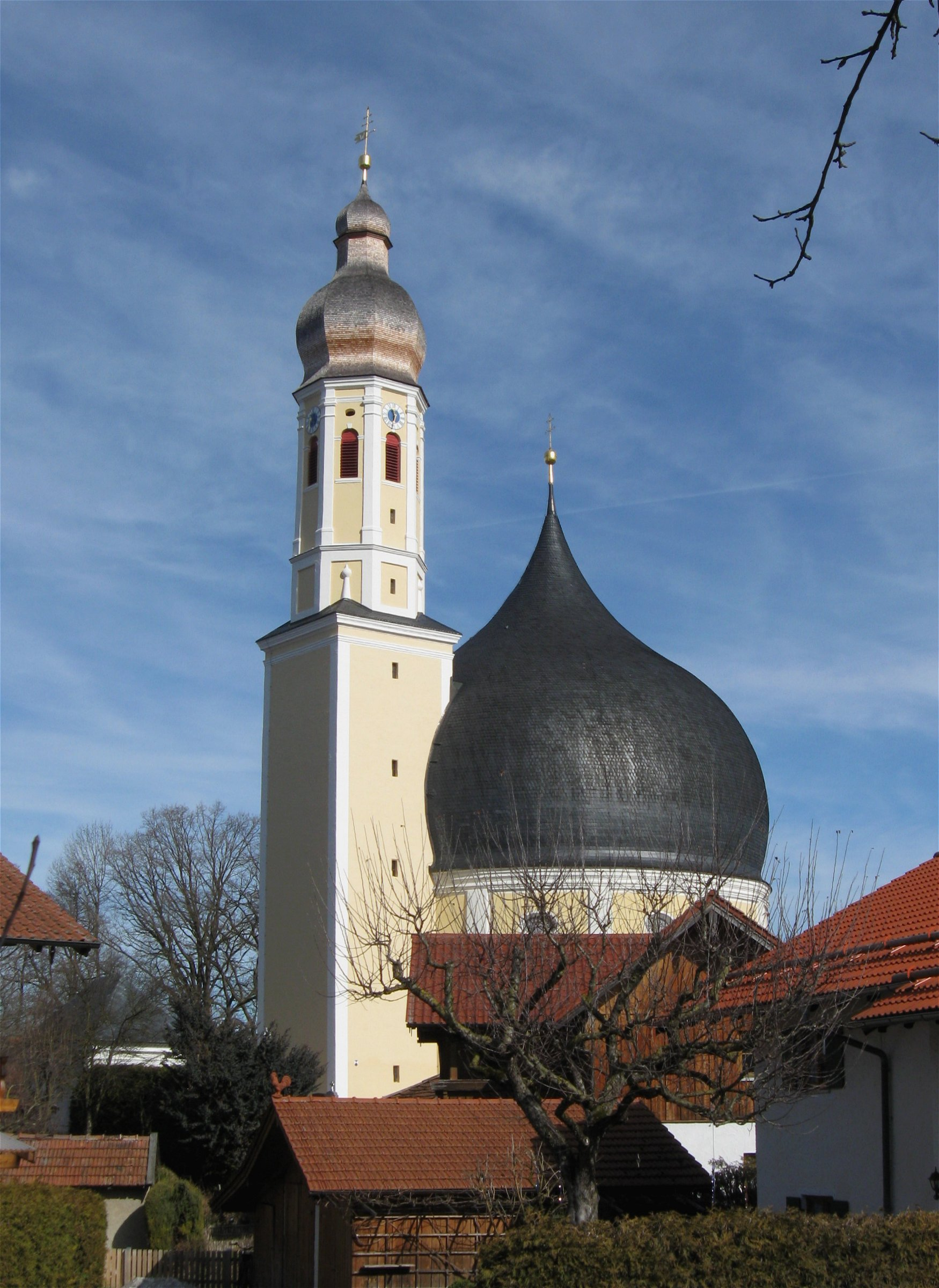
Turm und Zwiebeldach

Die Baugeschichte von St. Johann Baptist und Heiligkreuz fällt in die Jahre 1648 bis 1691. Weil die gotische Vorgängerkirche baufällig war, wurde 1648, unmittelbar nach dem Dreißigjährigen Krieg, auf Weisung von Pfarrer Kaspar Waldherr mit den Planungen begonnen. Den Entwurf der Kirche besorgte Constantin Pader, Bausachverständiger des Geistlichen Rates in München.
1668, nach zwanzigjährigem Vorlauf, wurde mit dem Bau begonnen, die Bauleitung hatte der Schlierseer Maurermeister und Stuckateur Georg Zwerger. 1670 oder 1671 wurde die Kirche, möglicherweise an ein älteres Patrozinium anknüpfend, Johannes dem Täufer geweiht – daneben hat sich der Name des Vorgängerbaus „Heilig Kreuz“ bis heute gehalten. Die endgültige Fertigstellung erfolgte 1691.

## Bauwerk

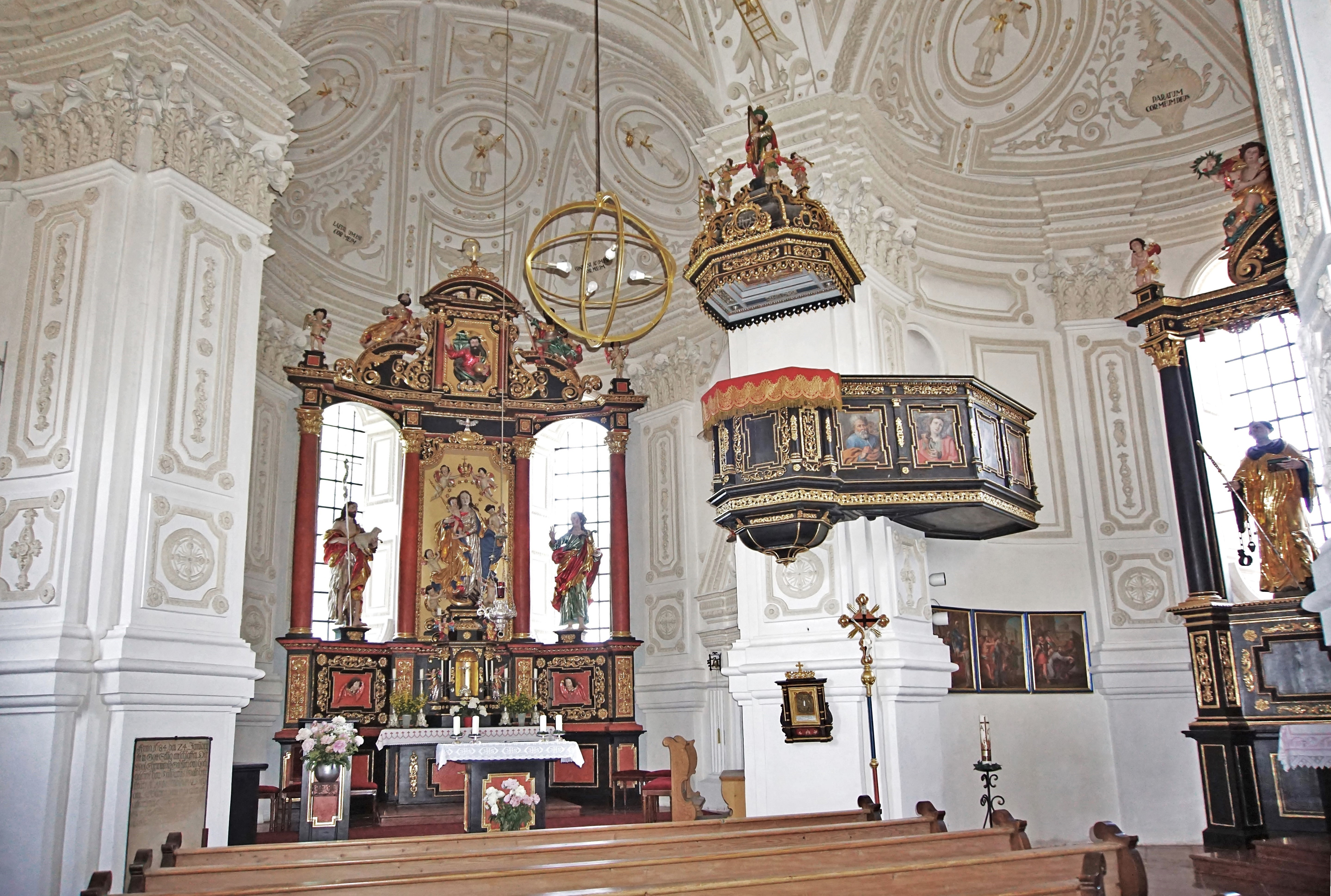
Innenansicht

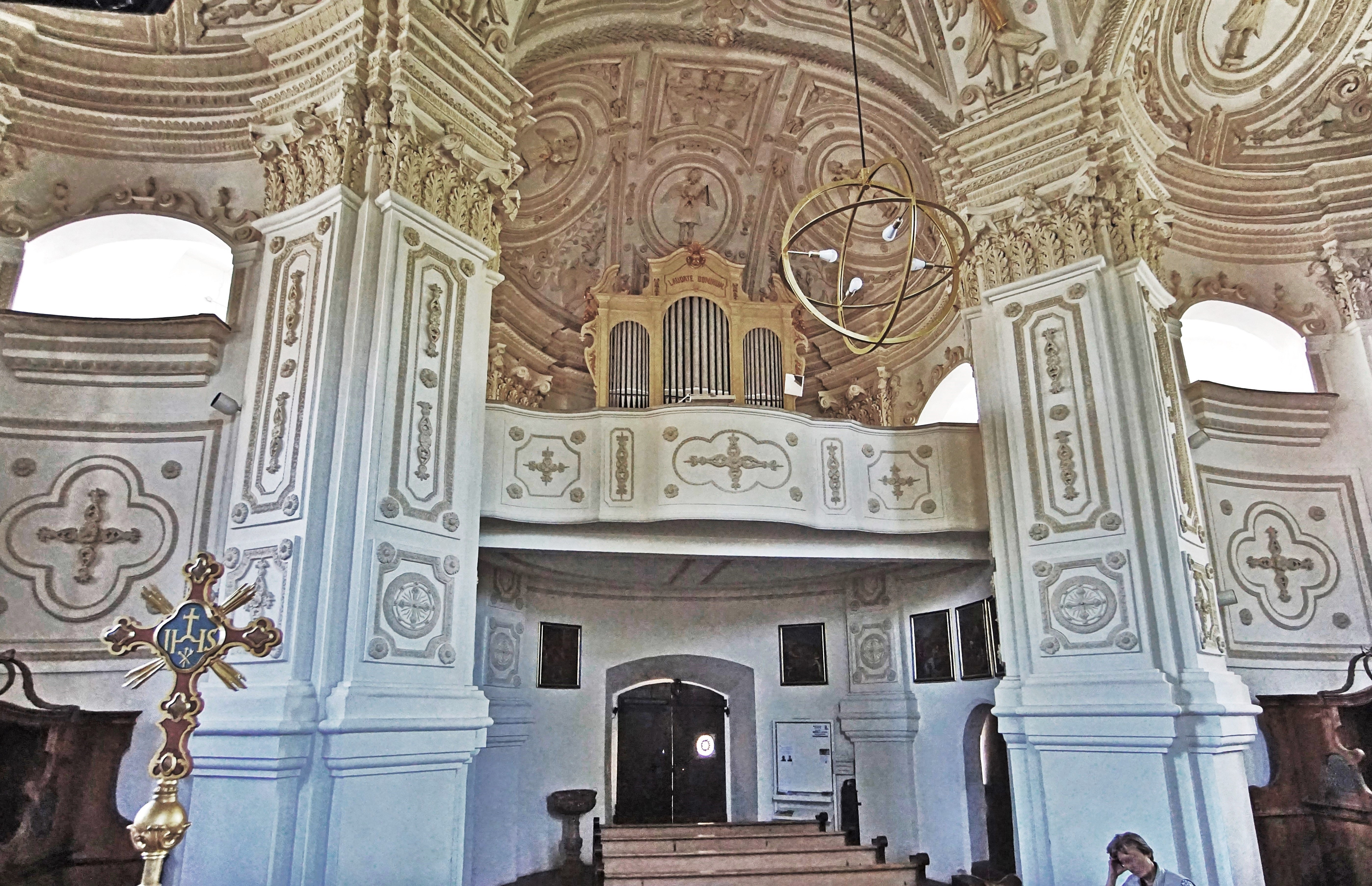
Blick gegen die Orgelempore

Der Grundriss des Hauptraumes ist außen kreisrund (Durchmesser 20 m), innen mithilfe zweischaliger Wände kreuzförmig. Die Zwiebelkuppel erreicht eine Höhe von 20 m, der Innenraum ist 11 m hoch. Das ursprünglich mit Holzschindeln, heute mit Naturschiefer gedeckte Dach wird von einer eisenfreien Holzkonstruktion getragen. Die Dachspitze ziert ein Dachknauf mit einem doppelarmigen Kreuz als Wetterfahne. Der viereckige Unterturm stammt vom Vorgängerbau und ist 22 m hoch, die Höhe des achteckigen Aufbaus beträgt 11 m, die Höhe der Turmzwiebel 12 m. Damit ist der Turm über 40 m hoch. Auf der Turmspitze ist eine Turmkugel mit Wetterfahne und doppelarmigem Kreuz zu sehen.

Die Farbgebung des Innenraums ist sehr zurückhaltend. Die Stuckarbeiten wurden zum Teil in Modeltechnik ausgeführt. Das Rankenwerk besteht aus Ton. Die Empore ist eine Ergänzung von 1758. Der Fußboden ist aus Ruhpoldinger Marmor.

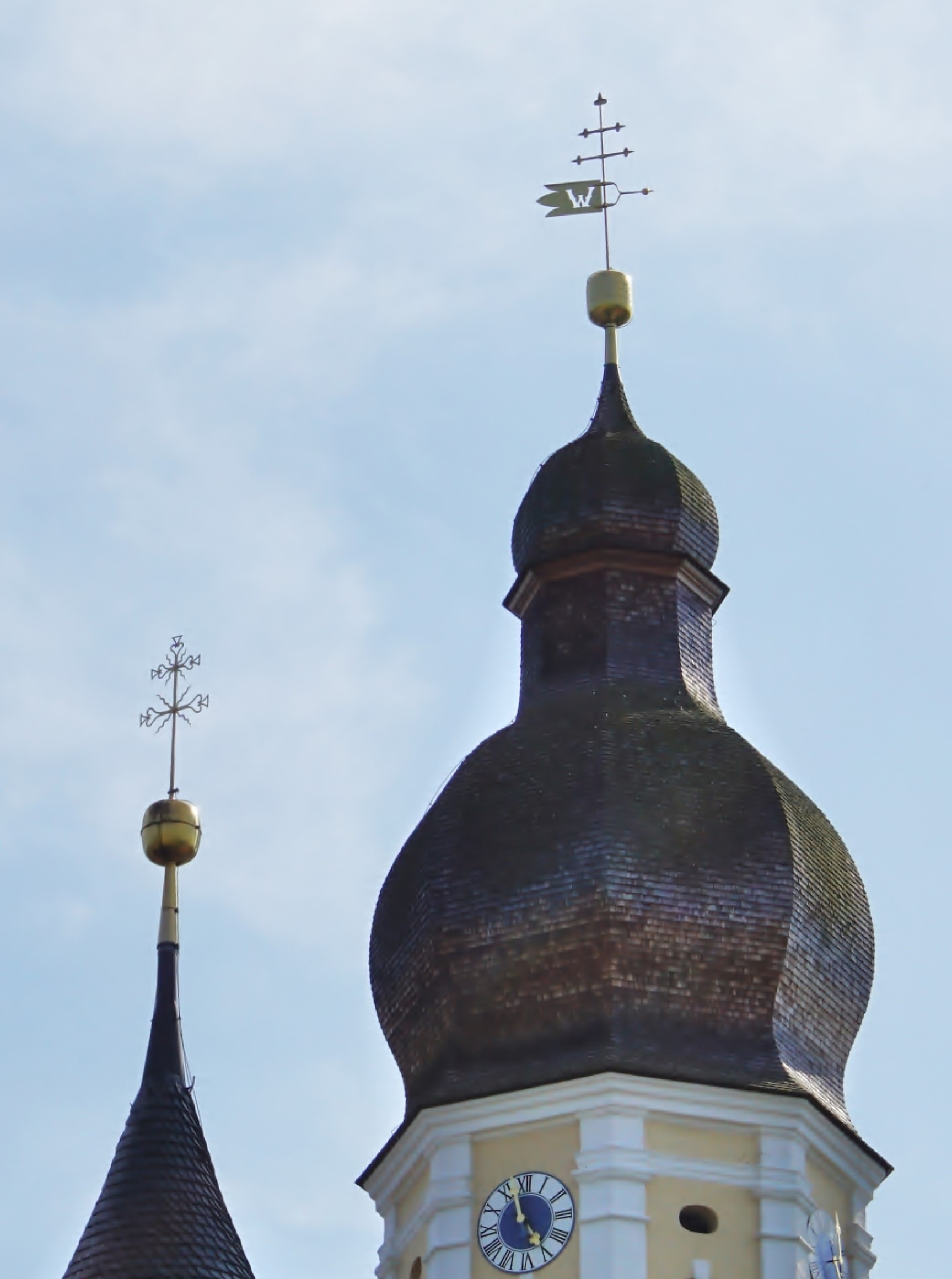
Dach- und Turmspitzen
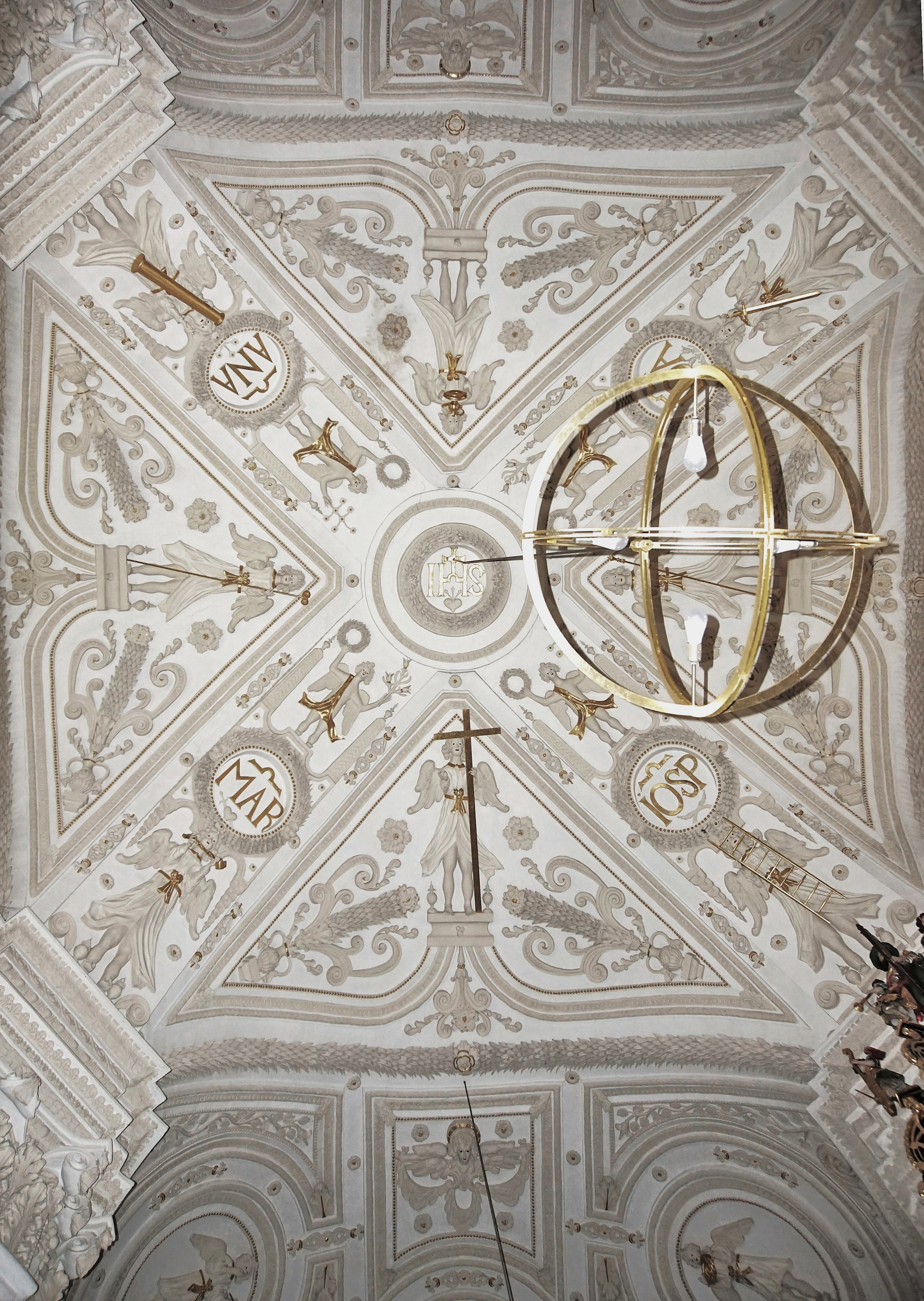
Das stuckverzierte Mittelgewölbe

## Einrichtung

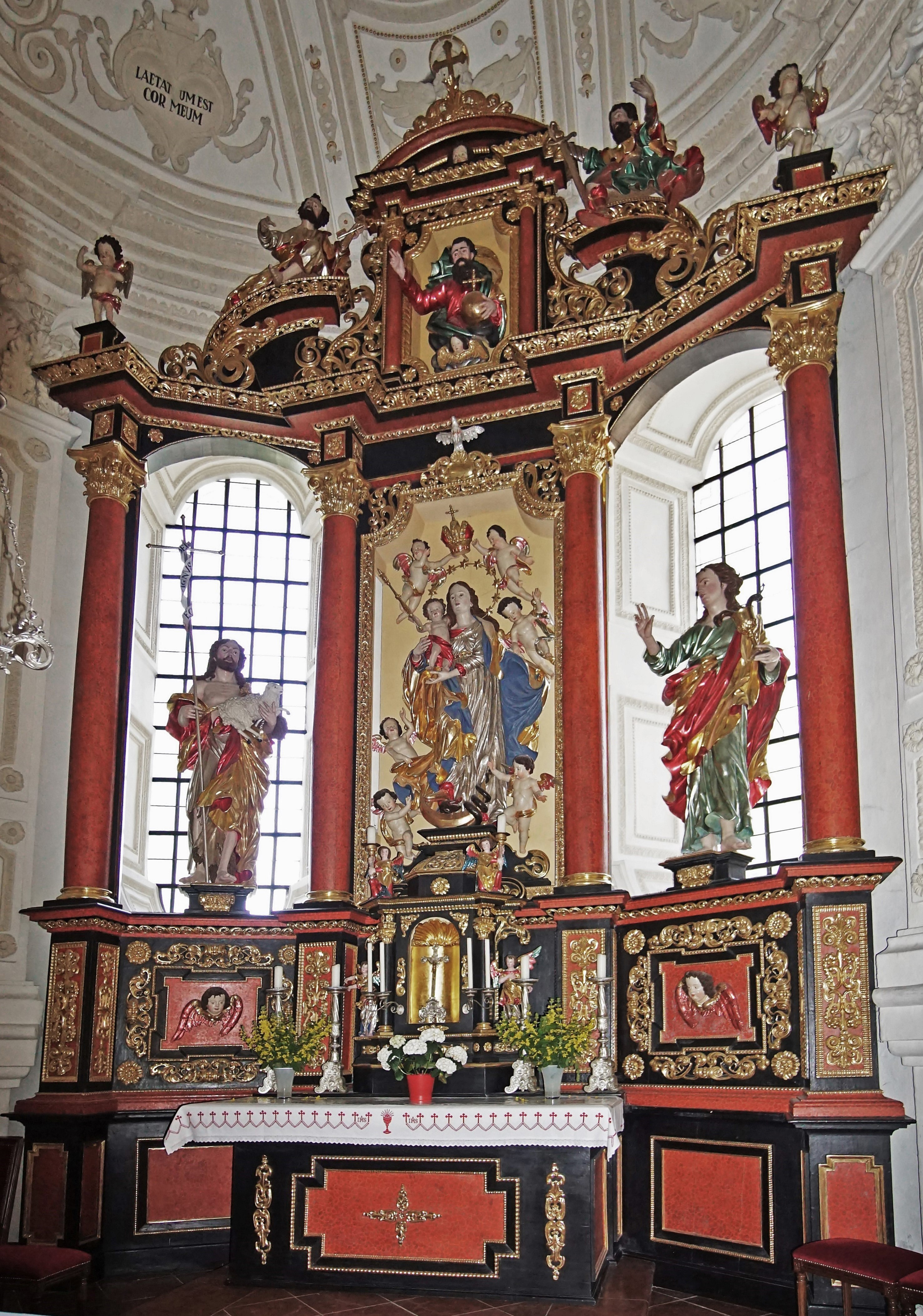
Der Hochaltar

Die drei Altäre wurden von Andreas Leisberger (Aibling) entworfen, die Altarfiguren von Blasius Maß (Rosenheim) geschaffen.
Der Hochaltar ist ein viersäuliger Ädikula-Altar mit gesprengtem Schweifgiebel. Im zentralen Schrein steht eine Marienfigur mit Kind auf einer von einer Schlange umwundenen Mondsichel. Assistenzfiguren sind links Johannes der Täufer, rechts Johannes der Evangelist.
Der linke Seitenaltar ist der Kreuzaltar mit einer zentralen Kreuzigungsgruppe (um 1642). Assistenzfiguren sind links der hl. Josef, rechts der hl. Joachim. Im Aufsatz steht eine Halbfigur der hl. Helena.
In der rechten Apsis steht der dem hl. Antonius geweihte Antoniusaltar. Zentralfigur ist der hl. Antonius, dem das Jesuskind erscheint. Assistenzfiguren sind links der hl. Leonhard, rechts der hl. Florian. Im Aufsatz steht eine Halbfigur des hl. Sebastian. Auf dem Altartisch steht ein Rokoko-Schrein mit der Statue des Ecce homo.
Die Kanzel mit reicher in Schwarz und Gold gefasster Schnitzerei stammt von 1675/80. Auf dem Schalldeckel stehen Statuen König Davids mit Harfe und musizierender Engel. Am horizontalen Zugang von der Sakristei zeigen Brüstungsgemälde Jesus den Guten Hirten und die vier Evangelisten.

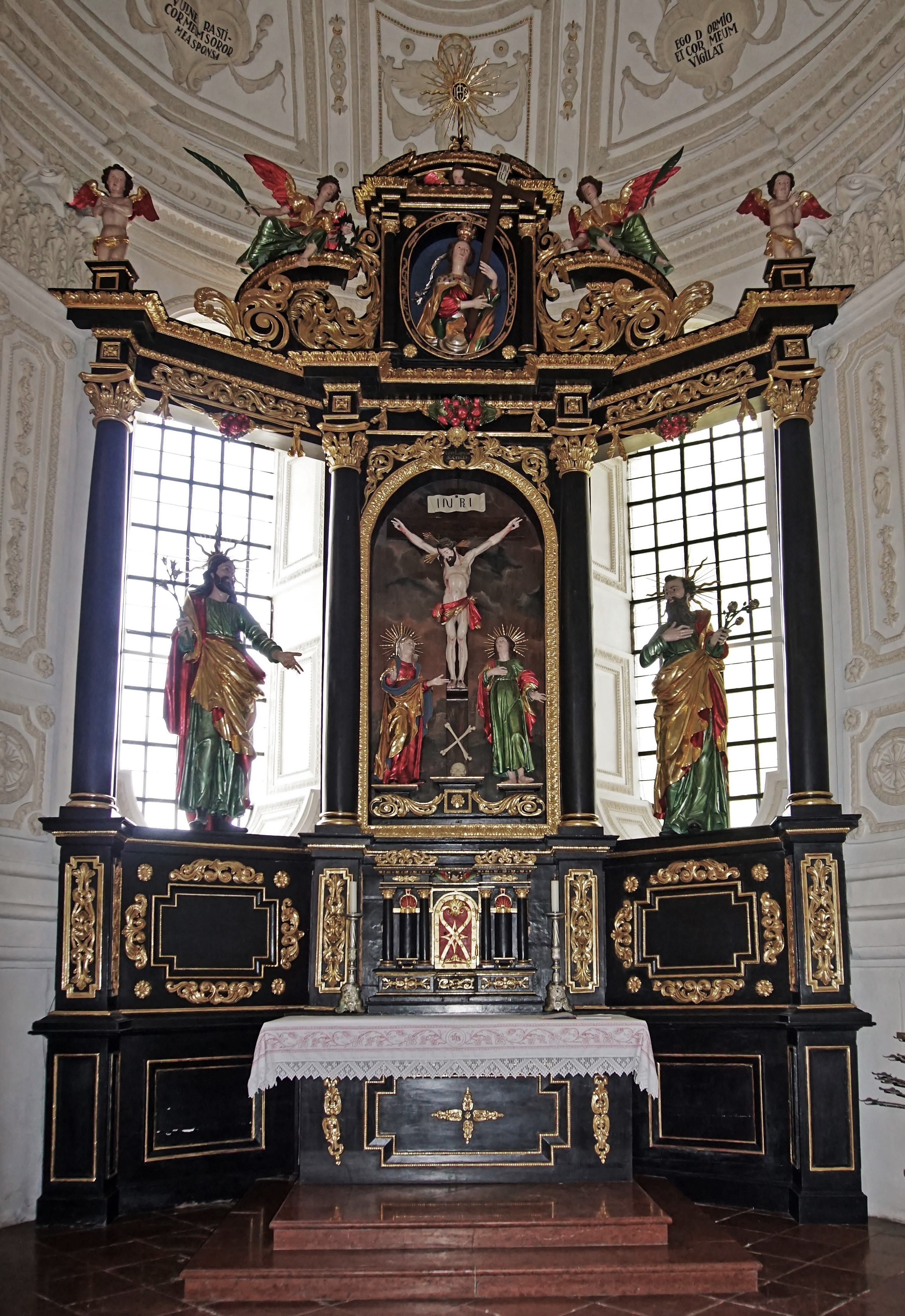
Der Kreuzaltar
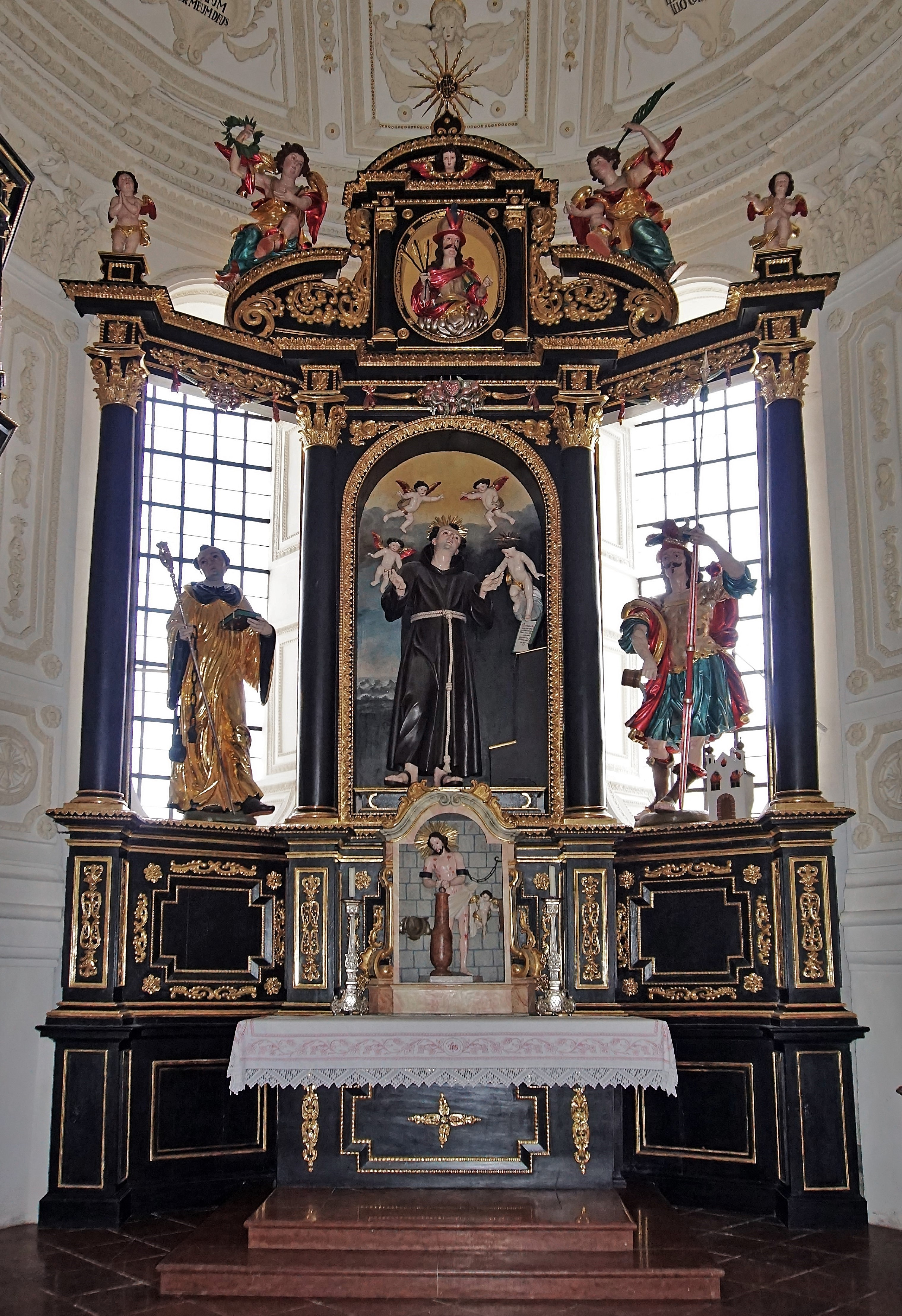
Der Antoniusaltar
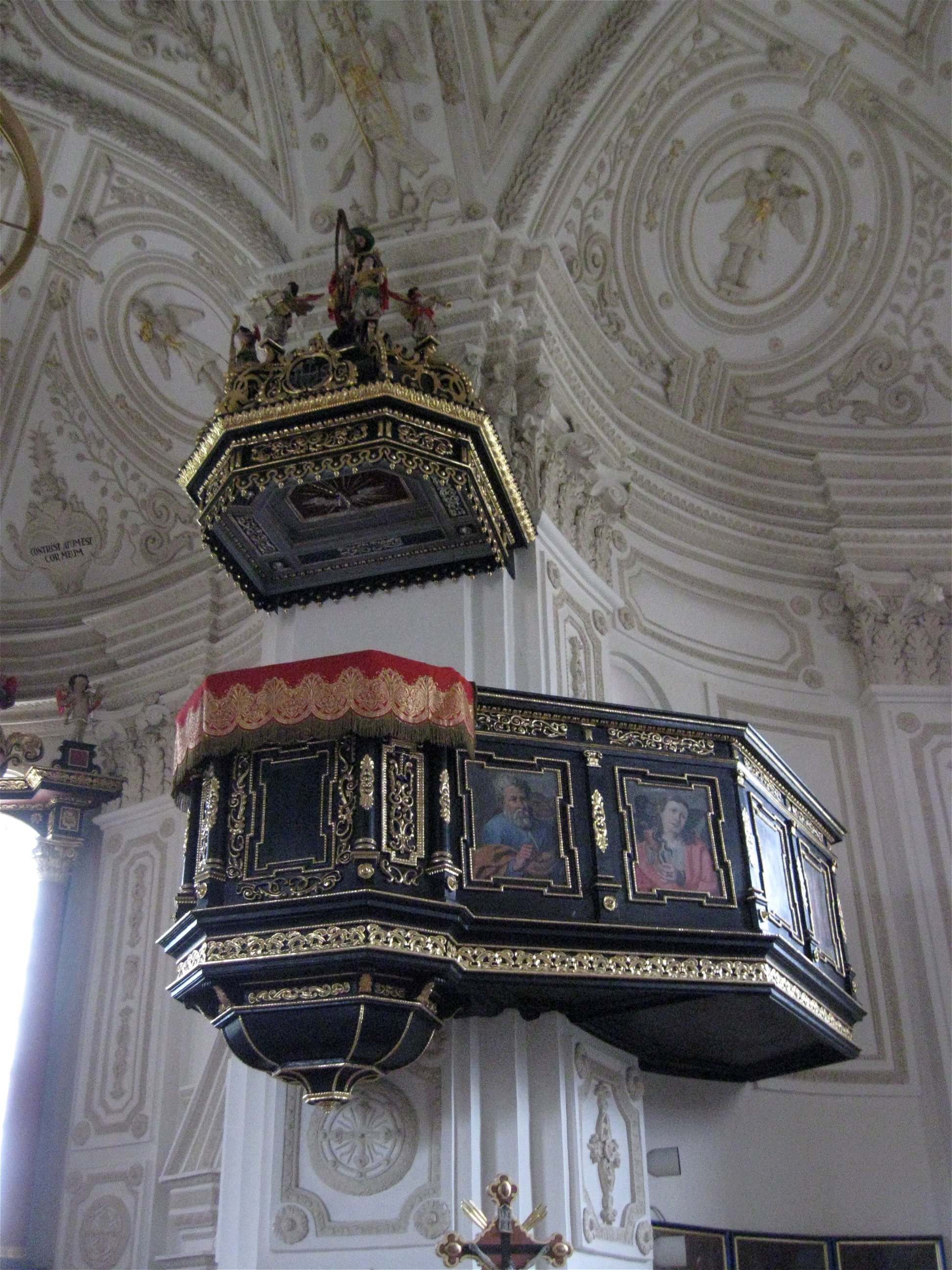
Kanzel und Stuckarbeiten
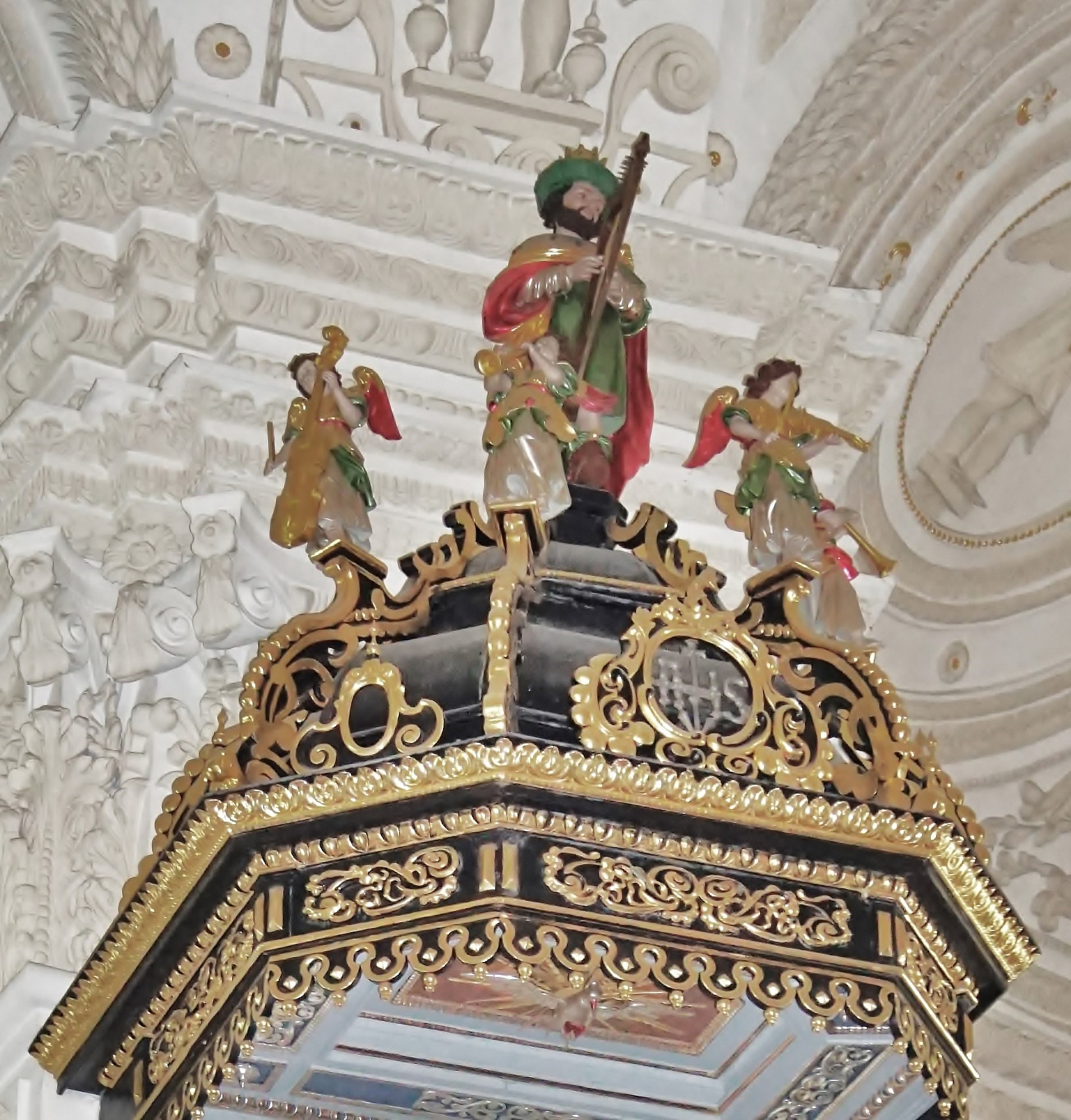
Der Schalldeckel mit König David

Über dem südlichen Sakristeiportal ist eine gotische Pietà als gefasste Schnitzfigur (um 1520) angebracht.
Zur weiteren Einrichtung gehören zwei frühklassizistische Beichtstühle von 1794 und ein freistehendes, barockes Weihwasserbecken aus rotem Marmor. Die Gemälde des Kreuzweges mit den bewegten Darstellungen stammen aus der zweiten Hälfte des 18. Jahrhunderts.

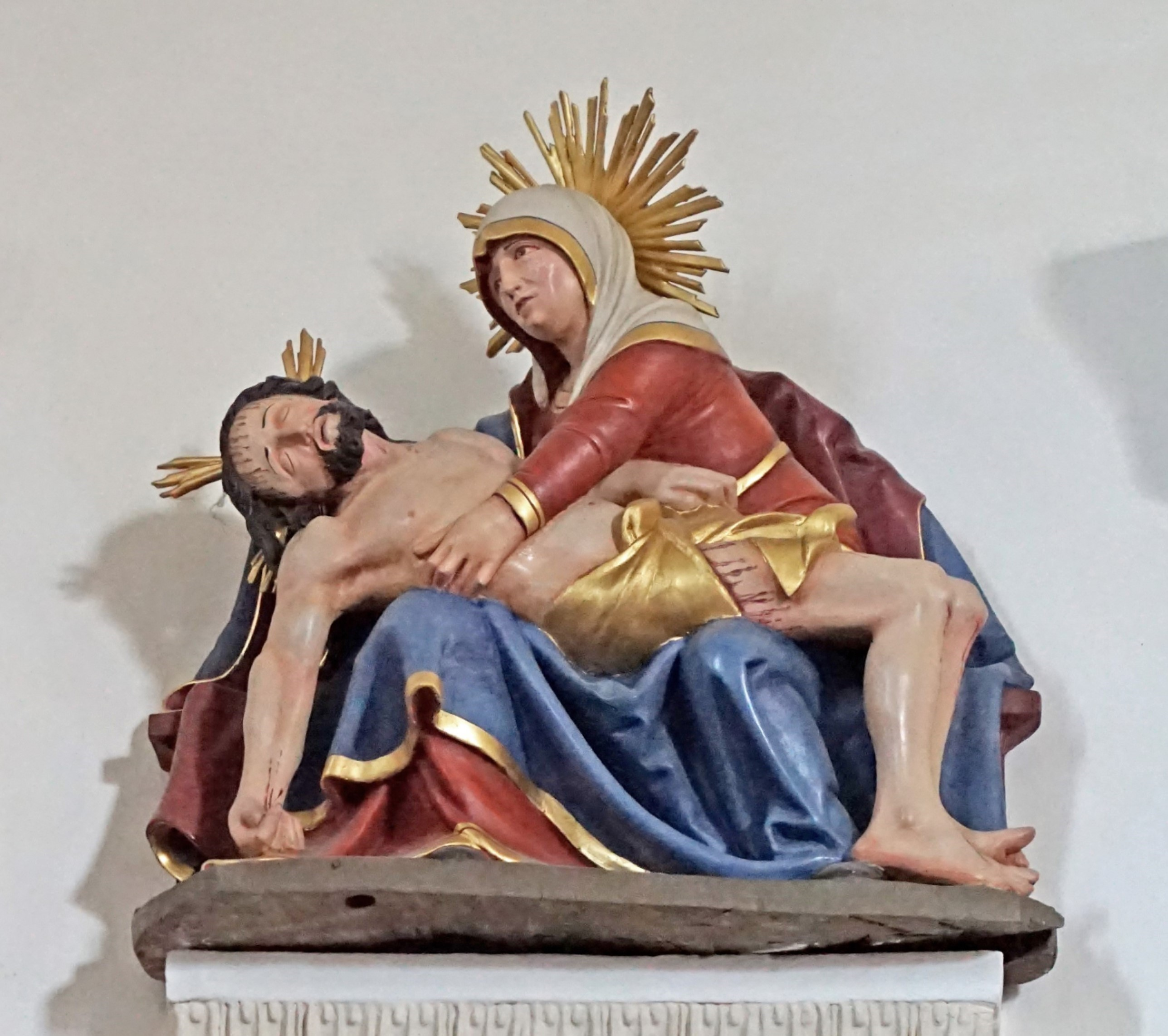
Pietà über dem Sakristeiportal
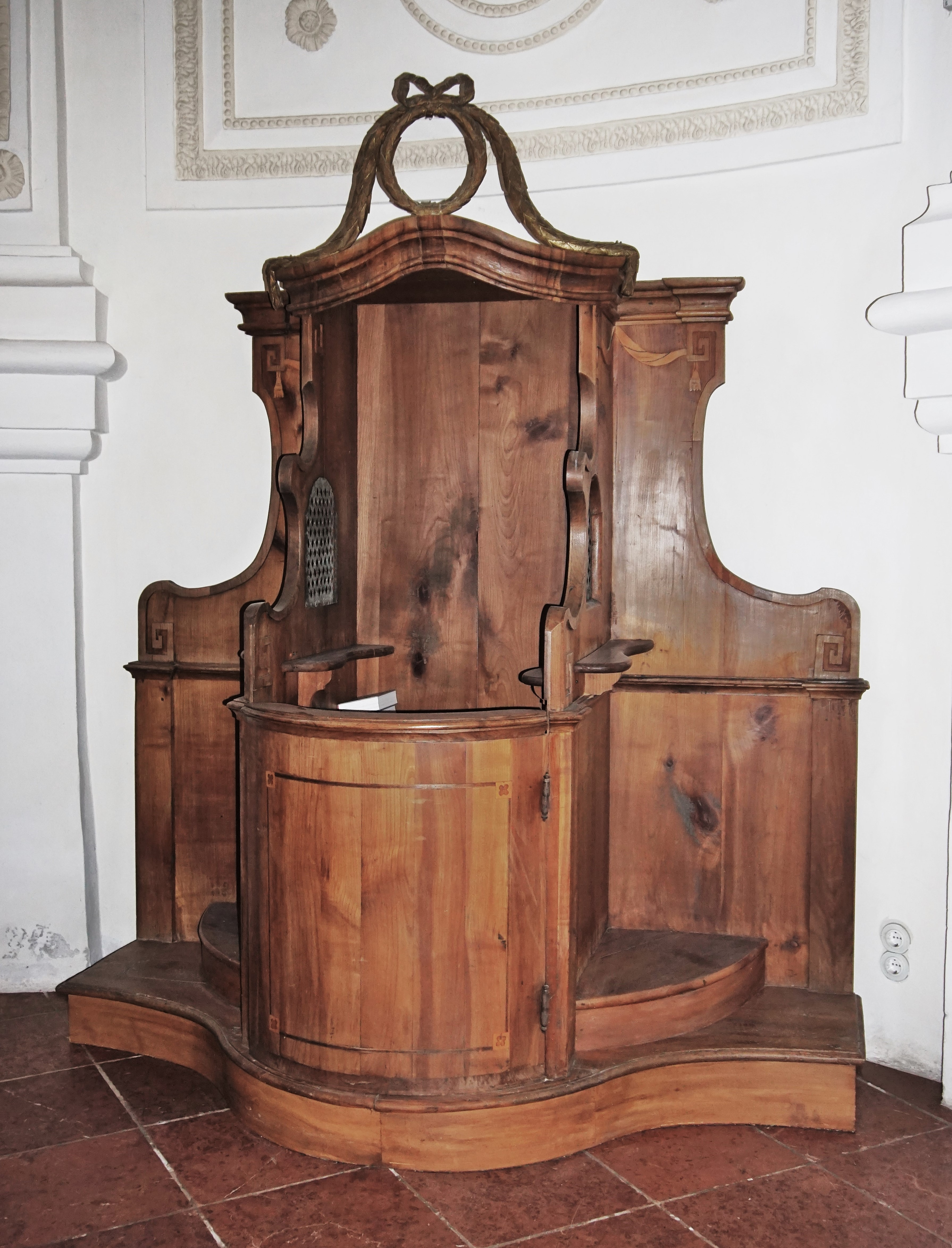
Frühklassizistischer Beichtstuhl
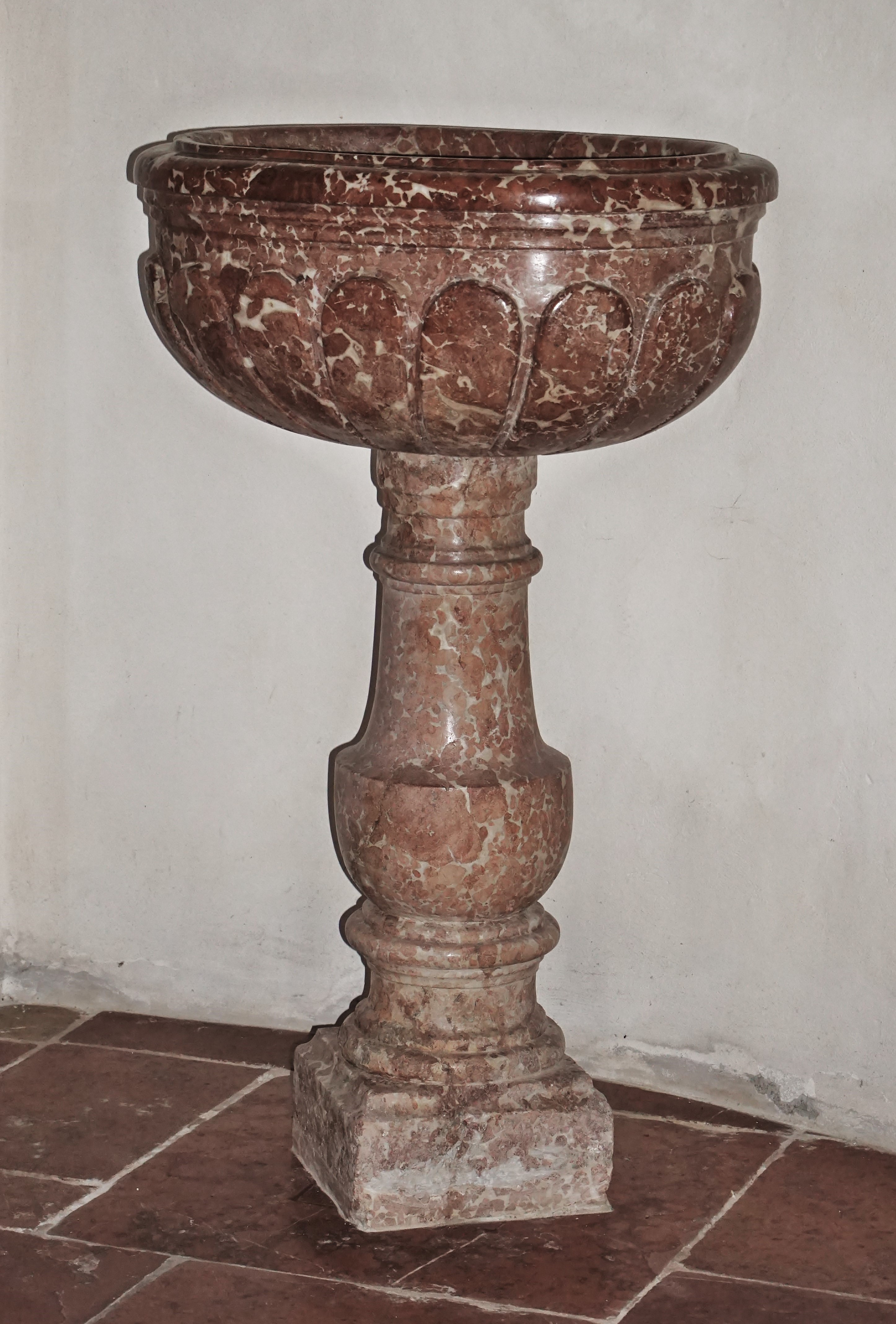
Barockes Weihwasserbecken
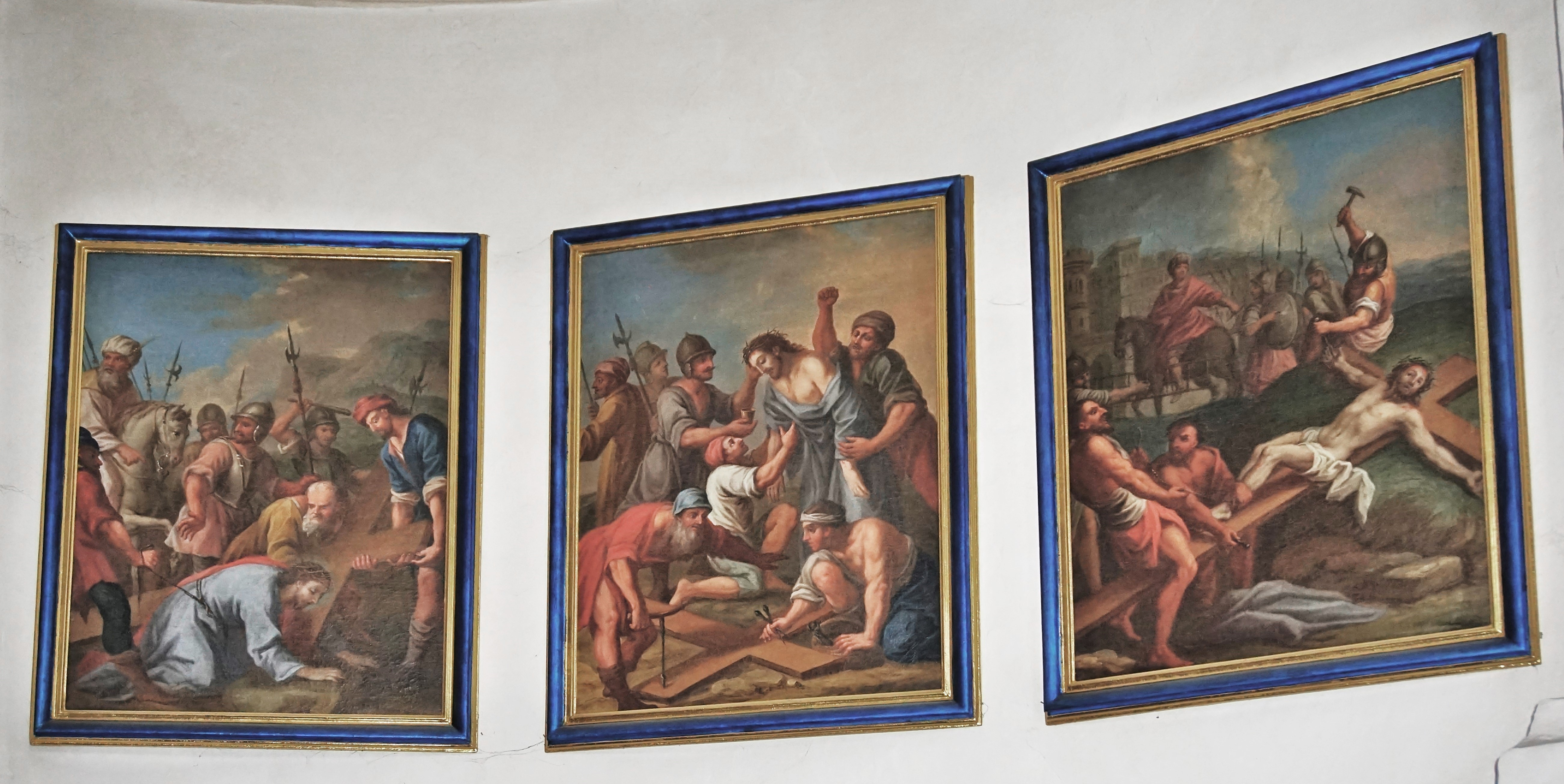
Bilder des Kreuzweges

Der steil emporstrebende Innenraum mit seinem Ruhpoldinger Marmorboden, den drei dunkel gehaltenen, ernst wirkenden Altären und den freundlichen Stuckarbeiten, vor allem aber die fast orientalisch anmutende Architektur in malerischer Lage vor den bayerischen Alpen machen die Westerndorfer Kirche zu einem Kleinod bayerischer Barockarchitektur.
Die Orgel aus dem Jahr 1911 stammt von Josef Hackl.

## Friedhofskapelle
Im Westen der Kirche, am Rand des Friedhofs und dem Kirchturm gegenüber, steht die Friedhofskapelle. Sie wurde als Torbau zum Friedhof zur selben Zeit und von denselben Meistern wie die Kirche erbaut. Der Ausgang auf Friedhofsseite wurde später zugemauert. 1996 erfolgte eine Renovierung.
An der südlichen Innenwand ist ein Votivbild von 1691 zu sehen: die Darstellung einer „Totenhilfe“. Skelette erheben sich aus ihren Gräbern, um einen vor dem Beinhaus knienden Ritter, der Sage nach Caspar den Törringer, vor bewaffneten Verfolgern zu schützen. Damit gehört das volkstümliche Gemälde dem Themenkreis „Arme Seelen“ an, was sich auch in der Inschrift bestätigt: „Allhie Haben Alle Sellen Aus Noth Ihren Virpitter Ereth Vom Todt“ (Hier haben alle Seelen aus Not ihren Fürbitter errettet vom Tod). Die Gerätschaften, mit denen die Toten kämpfen (darunter Zange, Beil, Sense, Dreschflegel und Hacke), weisen auf ihren Berufsstand im Leben hin – ein Aspekt, der auf die Legendensammlung Legenda aurea des Jacobus de Voragine zurückgeht.
In der nördlichen Innennische ist eine Ölbergszene aufgebaut; einige der stoffbekleideten Gliederpuppen stammen aus dem 18. Jahrhundert. Zur weiteren Ausstattung der Friedhofskapelle gehören zwei Epitaphe.

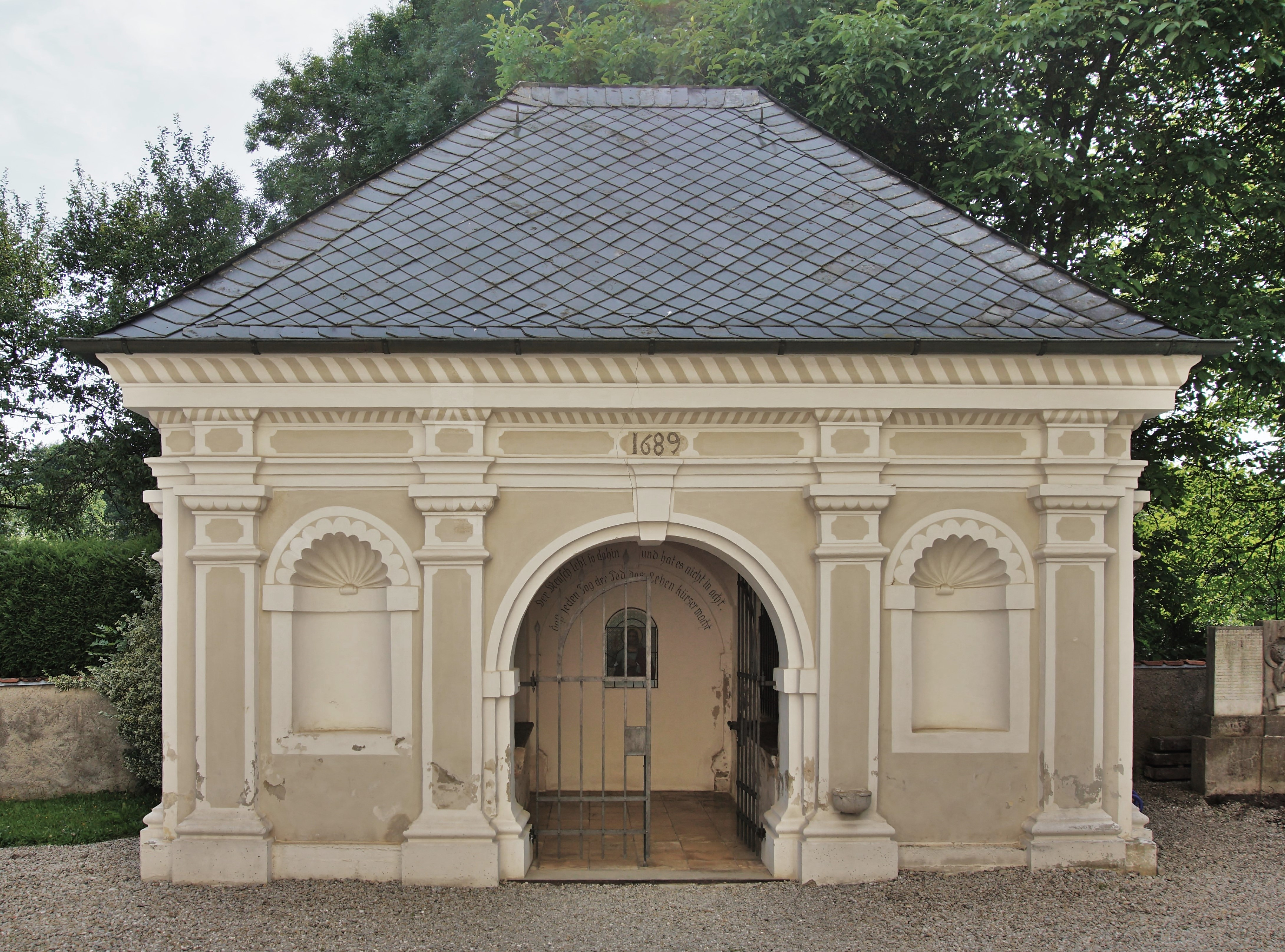
Die Friedhofskapelle
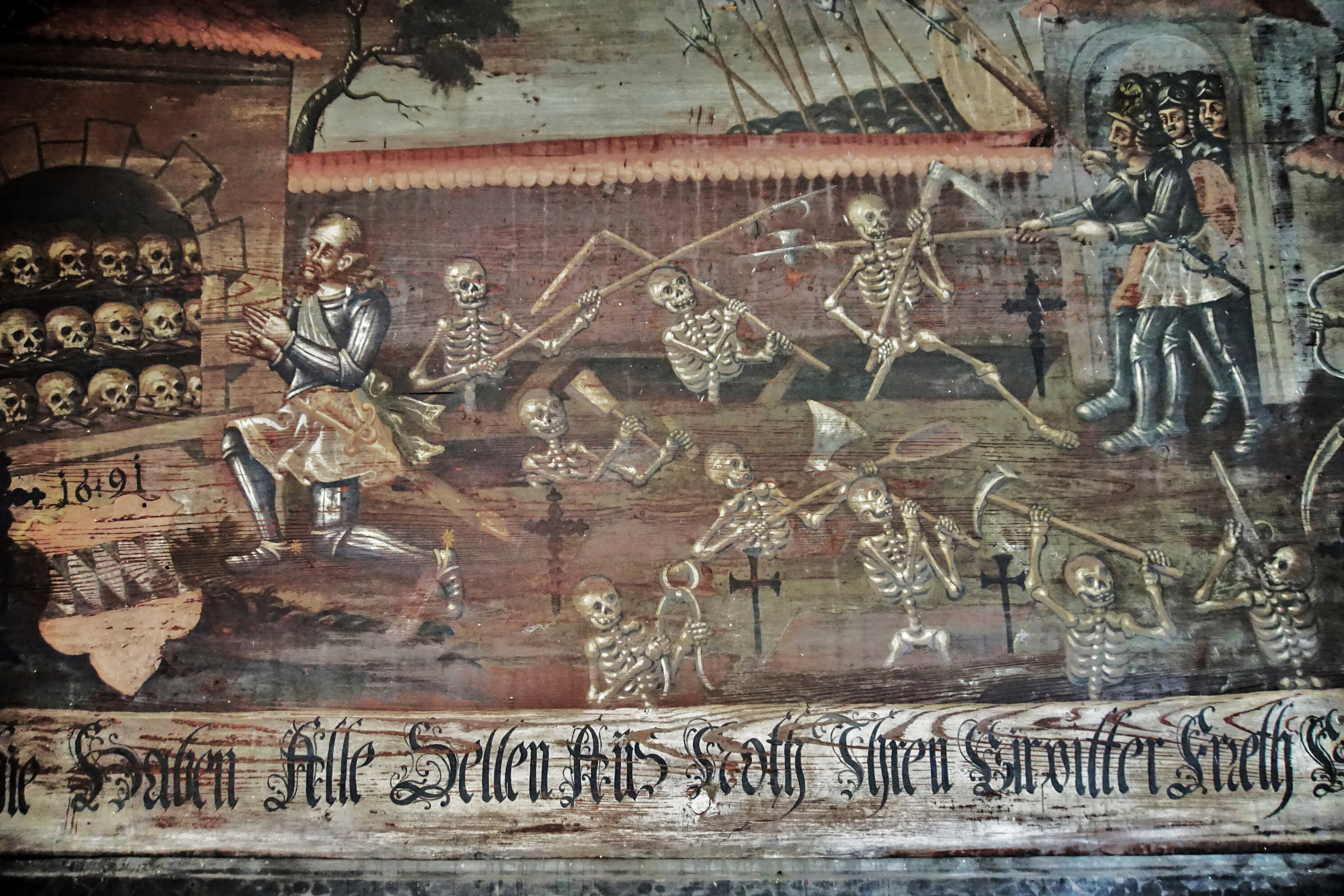
Gemälde in der Friedhofskapelle